# 姫街道

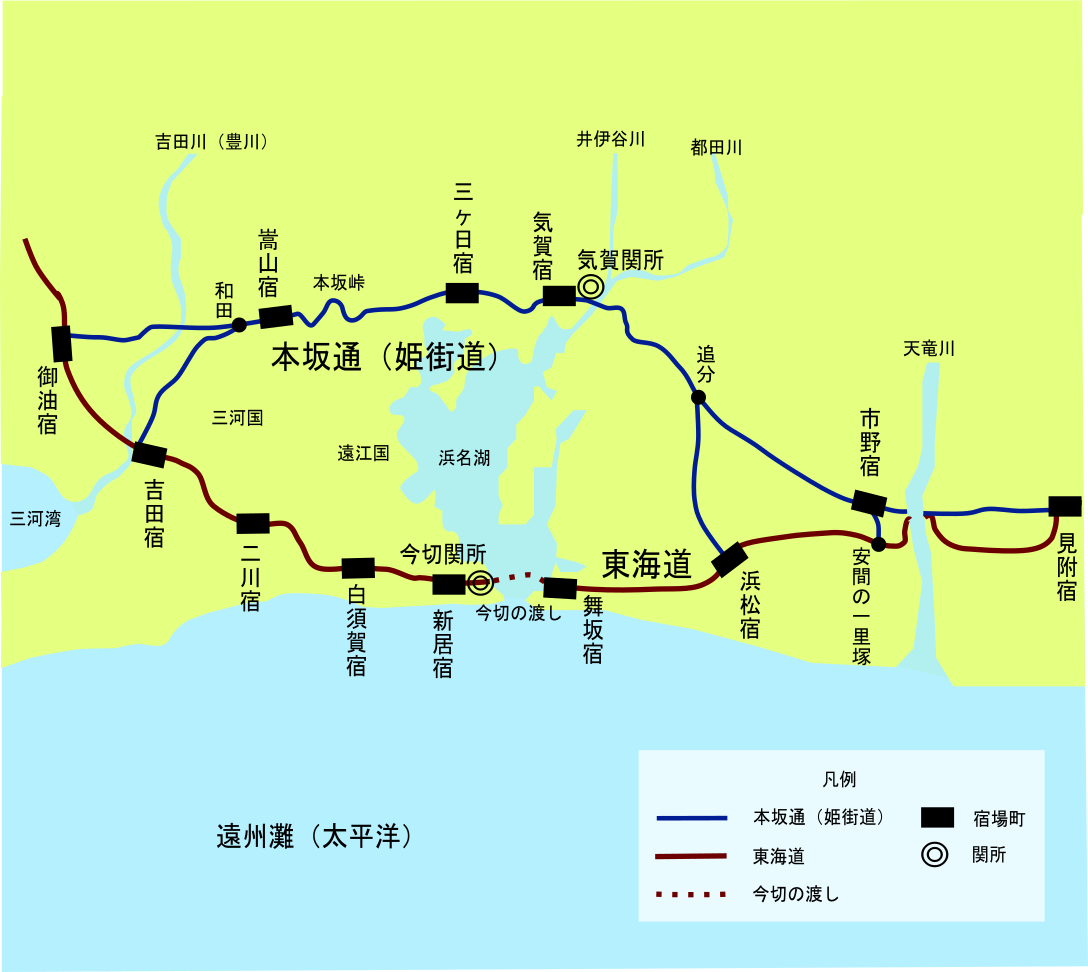
姫街道（本坂通）と東海道

姫街道（ひめかいどう）は、浜名湖の北側、本坂峠を経由して静岡県磐田市見付町（東海道見附宿）と愛知県豊川市御油町（東海道御油宿）を結ぶ街道である。道程約60キロメートル。古くは東海道の本道で、二見の道（ふたみのみち）と呼ばれていた。中世以降、浜名湖南岸の往来が盛んになると長距離を移動する利用者は減り、地震などで浜名湖南岸が通行不能になった後に迂回路としてよく利用された。本坂峠を経由したことから本坂越（ほんざかごえ）、本坂通（ほんざかどおし/ほんざかどおり）、本坂道（ほんざかみち）、本坂街道（ほんざかかいどう）などと呼ばれた。戦国時代に街道が整備され、江戸時代には東海道に付属する街道とされ、宿が置かれた。幕末頃から姫街道の呼称が定着し、明治以降、新道が出来て本坂峠はトンネルで通過するようになり、峠越えの道は廃道となっている。

## 概要
江戸時代後期になり、幕藩体制が衰えてお蔭参りなどの機会に女性が比較的監視の緩い脇道を通り抜ける機会が増えた頃から、本坂道は姫街道と呼ばれるようになった。呼称の由来は、東海道の本道である新居（今切）の、関所での取り調べ、舟での渡海、もしくは「今切」の語の縁起が悪いことを嫌って利用した女性が多かった、古くからある道という意味の「ひね」街道が転訛した、本道を男、脇道を女と見なした、など諸説ある。
明治維新政府によって全国の関所と、東海道の宿駅伝馬所が廃止されると、姫街道は街道としての使命を終え、その後は地域の生活路として利用されるようになった。明治以降に新たに敷設された新姫街道は、引佐峠を南に迂回して浜名湖岸を通り、本坂峠越えは廃されて本坂トンネルを通過するようになった。旧姫街道は廃道となったり、新旧姫街道が重なる区間では幅員の拡張工事が行なわれ、気賀から三方原追分にかけて道の両側にあった松並木の片側が取り払われた。

## 歴史

### 古代
遠江（現在の静岡県西部）から三河（現在の愛知県東部）にかけて、本坂峠を越えて浜名湖の北側、三ヶ日を通る経路は、先史時代から存在しており、周辺には縄文・弥生時代の史跡も数多い。上代には、天竜川の下流は磐田の海と呼ばれる湖で、東側に大乃浦という湖もあったため、この道は東海道の本道として利用され、二見の道と呼ばれていた。磐田海や大乃浦の水が引いた後、東海道が浜名湖南岸を通るようになり往来が盛んになると、二見の道はさびれていき、裏街道としての役割を担うようになった。この頃の宿駅には、「板築（ほんづき）駅」（現在の浜松市浜名区三ヶ日町本坂ないし日比沢周辺）や、「猪鼻（いのはな）駅」（猪鼻湖の瀬戸または新居）があった。

### 中世
中世には、地震などで浜名湖の南岸が通行不能となったときに利用されていたことが知られている。

### 近世
近世になって、16世紀初めに浜名湖南岸に今切口ができ、渡船が必要となったことが本坂越の往来が再び盛んになる契機となった。戦国時代には徳川家康の堀川城攻めや、遠州に攻め込んだ武田信玄の軍勢と徳川軍との三方ヶ原の戦いなどの際に軍勢が街道を行き交い、交通の要衝として関所が設けられた。天正年間には本多作左衛門によって新宿が設けられ、街道として整備された。
1601年（慶長6年）に江戸幕府によって宿駅の制が敷かれ、同じ頃、気賀関所が置かれた。本坂越の道は本坂通、本坂道、本坂街道などと呼ばれた。また東海道見付宿から天竜川の池田の渡しの間を南に迂回していた東海道の本街道に対し、見付宿から真西に進む池田近道が徒歩の旅人に利用された。1707年の宝永地震による津波や、1854年の安政の大地震などにより浜名湖南岸が通行不能となった際に、本坂通は迂回路として利用され、通行量が増加した。明和元年（1764年）に、幕府は本坂通を道中奉行の管轄とし、東海道の一部と位置付けて一定の通行量に耐え得るように整備し、浜松宿から、気賀、三ヶ日および嵩山（すせ）を経て御油宿に至る間の各宿を指定した。江戸時代初期の本坂道は東海道の安間の一里塚から市野宿を経て気賀に至る経路をとっていたが、笠井や浜松宿の繁栄に反比例して通行量は減少し、衰退していった。

#### お蔭参りと本坂通
享保15年(1730年)にお蔭参りが流行したときには、都田村では、女中たちの抜け参りが多かったため、気賀関所の命令を受けて、見張人を街道に沿う村の山へ毎日出したが、それでも抜け参りは絶えなかったとされる。文政13年（1830年）に浜名湖北岸の気賀・三ケ日方面からお蔭参りが流行し、浜松方面にも波及した際には、多くの人が本坂通を利用した。幕末には将軍・徳川家定の正室となった篤姫が本坂通を通行した。

### 近代

#### 関所と宿駅制度の廃止
明治2年（1869年）に、明治新政府の関所廃止令により諸国の関所は全廃され、気賀関所も閉所した。明治5年（1872年）1月には、太政官布告第10号により、東海道の宿駅伝馬所が廃止された。山中を通っていた（旧）姫街道は、明治・大正時代の県道等の整備に伴い、通行量が減り、さびれていった。

#### 「姫街道鉄道」計画
明治22年（1889年）7月までに、東海道線の東京‐神戸間が全線開通した。輸送・旅行はほとんど鉄道に依拠するようになり、道路としての東海道は長距離輸送に果していた役割を終えてローカルなものに変質、駅周辺に中心街が移っていった。
明治29年（1896年）には、「姫街道鉄道」の起業が計画され、浜松の官線停車場（現・東海道線浜松駅）から市野、有玉、小松、三方原、中川を通り、気賀、三ヶ日、宇利峠を越え、豊川に出て御油駅にいたる経路が予定されていたが、実現しなかった。
なお、昭和初期にも東三河地方の有力者により、和田辻〜気賀間で姫街道に沿う遠三鉄道の構想が立案されたが、これも経済不況の影響により着工に至らなかった。

#### 新姫街道
1879年（明治12年）に、静岡県議会で、旧来の姫街道は県費支弁を受けられる道路に指定されたが、修理などは行なわれず、一里塚や松並木は荒れるに任されていた。
明治に入ってから、山合いを通り、引佐峠を越えていた旧街道とは別に、気賀から三ヶ日までの湖畔沿いに10キロメートル余りの道路が新設され、新姫街道と呼ばれた。旧街道は地元の農家が農作業に行く際に通る程度の通行量となっていた。
1919年（大正8年）に浜松の神明交差点から三方ヶ原を経て気賀を終点とする静岡県道静岡気賀線が「新姫街道」に指定された。気賀から三方原追分にかけての三方原付近の旧姫街道の両側には土手と松並木があったが、新旧姫街道は同一路線に造られ、道幅を拡げるために東側の松並木が取り払われ、西側の松並木だけが残された。
1929年（昭和4年）から高町‐飛行隊間の姫街道の改良工事が行なわれ、1931年には高町にあった曳馬坂と呼ばれた坂に石畳が敷かれて勾配が緩やかになり、歩兵第67連隊が設置されると幅員が拡張され、1935年（昭和10年）に犀ヶ崖の旧道の東側が埋め立てられて新道が敷かれた。
1963年当時、気賀の姫街道は近く幅員を拡張する予定とされ、古い街道が幅4メートル足らずだったのを倍近くに広げることから、気賀関所の建物は存亡の岐路に立たされているとされている。
御油宿から少し東へ進んだ辺りから、姫街道は幅員を広げた「新姫街道」に拡張され、豊川を鉄橋で渡るようになった。豊川から先、本坂山までは、新姫街道は旧道とほぼ同じ経路をとっていた。
豊川に海軍工廠ができると、豊川の町は急速に拡大した。戦後海軍工廠がなくなった後も、豊川稲荷の人気により新姫街道は豊川への街道筋として利用されている。
新姫街道は、静岡県・愛知県境にある本坂峠の旧道の下をトンネルで通過するようになった（旧本坂トンネル）。

#### 姫街道を守る会

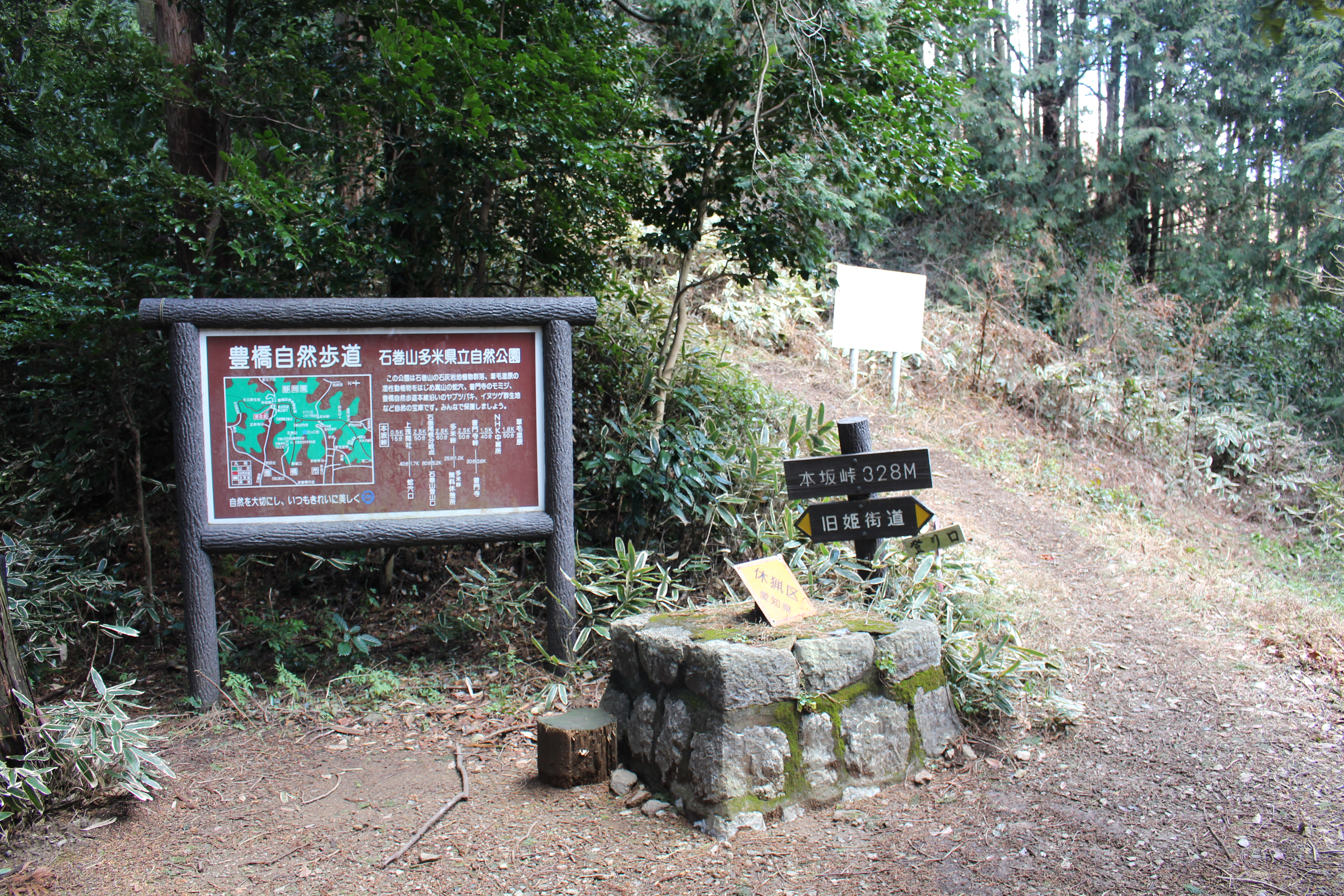
弓張山地の本坂峠、現在は各方面から自然歩道としてのハイキングコースが整備されている。

1965年（昭和40年）に、御油から見付までの姫街道通過6市町村の有志によって「姫街道を守る会」が結成された。
1972年7月には、「姫街道を守る会」の会員約40名が、本坂峠で、約半世紀間不通の状態となっていた本坂道（旧姫街道）を復元するための踏査を行い、鏡岩の所在や、植物学上貴重とされた椿の原生群落地帯、復元のため修繕補修を要する箇所を確認した。

#### 史跡指定
1980年（昭和55年）には、文化庁の補助による「歴史の道」調査事業（昭和54年度事業）の一環として、静岡県の教育委員会により姫街道に関する調査報告書がまとめられ、その後改訂版も出版されて、重要な歴史研究資料となっている。
1996年に文化庁が古道の保存と活用をはかるため「歴史の道百選」を発表し、本坂通の西気賀から引佐峠(静岡県細江町)、本坂峠を経て当古(愛知県豊橋市～豊川市)に至る区間が「歴史の道」に選定された。

#### 姫様道中
毎年4月の第1土・日曜に、浜松市浜名区細江町では、「姫様道中」という祭りが開催されており、お姫様に扮した同町の新成人が駕籠に乗り、地元住民扮する侍、奥方、腰元、奴などを従えて都田川堤を練り歩く。
1950年（昭和25年）に、清水自治会長の杉田某が、気賀町の各地域がそれぞれ開催していた祭りを統合して、気賀町全体で大規模な祭りを行なうことを構想し、各地域の自治会長・商工組合の組合長らを集めて実行委員会を組織。
その昔、公家や大名の姫様の行列が通ったという姫街道の故事にちなんで道中行列を再現することになり、祭りの名前を「姫様道中」として、都田川の桜堤を練り歩くことにした。
1952年（昭和27年）4月4日-5日、気賀町観光協会が観光事業として第1回「桜まつり姫様道中」を開催。それ以来、姫様道中は56年間毎年開催された。2011年には東日本大震災の影響で開始中止となった。

## 「姫街道」の呼称の由来
「姫街道」の呼称の由来については諸説あり、渡辺 (2012, p. 20)は、1929年-1938年（昭和4年-昭和13年）にかけて、大山敷太郎、白柳秀湖および内田旭の間で「姫街道論争」が展開された、としている。

### 時期
「姫街道」の呼称が定着した時期について、気賀関所 (2016a)は、宝永4年（1707年）の地震の後、本坂越を利用する公家の奥方や姫君・女中衆が増えたことによるとし、楠戸 2006, p. 76は、18世紀初めの享保の頃から、誰がいうともなく「姫街道」と呼ばれるようになった、としている。また白柳秀湖による「江戸初期から」、内田旭による「平安時代初期から」などの主張もあった。
しかし、万治元年（1658年）の『東海道名所記』や寛政9年（1796年）の『東海道名所図絵』、1802年の『東海道中膝栗毛』などでは、「本坂越」、「本坂道」、「二見の道」などの名称が用いられていて、江戸時代の公文書に「姫街道」の呼称はみられない。
江戸時代末期になって、民間文書に姫の名を冠した呼称が登場するため、「姫街道」の呼称はこの頃に定着したとみられている。渡辺 (2012, p. 20)は、幕末の文書・記録に記載があるためこの点は決着済み、としている。
- 安政元年（1854年）の大地震の後には、浜名湖の今切の渡しが停止して東海道の交通が麻痺したため、大名も本坂道へ迂回し、本坂越の交通量が増加した[38]。翌安政2年（1855年）に山形県から母を伴って善光寺や伊勢神宮に参詣し、全国各地を半年かけて旅行した清河八郎は、旅日記『西遊草』[39]の浜名郡三ケ日の項に、「此所は秋葉山へ往来の宿にて、往来もややあり。且昨年よりして大名も新井を通らず、まま此処より上下するありとぞ。すべて御姫様海道と名づけて、格別難儀にもあらざる道なり。」として、本坂越が「御姫様海道」と呼ばれており、40歳の母を連れた清河にとっても「特に大変な道でもなかった」と記している[40]。
- 『浜松市史』第2巻は、安政3年（1856年）の絵図では、浜松宿から三方原追分に至る道を「姫街道」、安間一里塚から市野を経て三方原追分に至る道を「市野道」と記していた、としているが[41]、この絵図は行方不明で未確認とされている[42]。
- 万延元年（1860年）に五雲亭貞秀が描いた『東海道五十三次勝景』の中に「東海道五十三次之内浜松順路並姫街道木賀遠望」と題した浮世絵があり、同じ頃作成された「秋葉山参詣道程図」にも「姫様街道」と記載があることから、この頃には「姫街道」の呼称が定着していたとみられている[43]。

1889年（明治22年）に発行の大日本帝国陸地測量部の2万分の1地図では、「姫街道」の呼称が使用された。
1907年（明治40年）の『大日本地名辞書』では、近世「姫街道」といわれるようになった、とされている。
1972年（昭和47年）には、「本坂道」よりも「姫街道」の呼称の方が有名になっている、とされている。

### 諸説
「姫街道」と呼ばれるようになった理由については、
- （説1）江戸時代、新居（今切）の関所を避けた女性が本坂越を選んだためで、女性が新居を避けた理由については、
  - （説1-1）新居関所の女性に対する取締りが厳しかった（入り鉄砲に出女の詮議が厳しかった）ため
  - （説1-2）新居‐舞阪の海がよく荒れ、女性が渡海を怖がったため
  - （説1-3）「今切」が「縁切れ」に通ずるため縁起が悪く、不吉な感じを与えるから

の各説があり、また
- （説2）古代から中世にかけて栄えた街道のため「古い街道」という意味で「鄙（ひね）街道」と呼ばれていたのが「姫」（ひめ）に転訛した、とする説[46][48][49][51]、
- （説3）「姫」は愛宕山を真っ直ぐに登る表坂を「男坂」と呼び、遠回りではあるが傾斜の緩い脇坂を「女坂」と呼ぶように、本街道の半分の規格で造られた脇道を「女道」「姫道」として「姫街道」と呼ぶようになった、あるいは「大きい」本街道との対比において「小さい」脇道を美称して「姫街道」と呼んだとする説[34][48][51]、
- （説4）本坂峠の麓で父の墓守をしていた橘逸勢の娘の妙冲や、平宗盛の寵愛を振り切って天竜川畔で余生を過ごした熊野御前、近くは8代将軍吉宗の母・浄円院が大勢の人足を引き連れて通行したことなど、女性のイメージが強く残る街道だったため、特に「姫」の名で呼ばれたとする説もある[48]。

#### 説1 女性がよく通行したから説
内藤 (1972, pp. 128–129, 134)は、姫街道は起伏が激しく、また道程が東海道の本道より20キロメートルも長く、「姫街道」という名称から連想されるような、女性が選んで通りたがるような生易しい街道ではなかった、として、（説1-1）や（説1-3）の傾向があったにしても、何のためにわざわざ本道よりも悪条件の本坂道を選んだのか理解に苦しむとして、（説1）そのものを疑わしいとしている。
『気賀宿文書』によると、宝永5年（1708年）から寛政7年（1794年）までの80余年の間に「姫様」と呼ばれるような身分の女性が通行した人数は22人で、平均4年に1人程度だった（ので、頻繁に「姫様」が通行していたわけではない）とされている。
楠戸 (2006, p. 76)およびみわ (2003, p. 178)は（説1-1）および（説1-2）を呼称の由来として挙げている。大山敷太郎は、（説1-1）‐（説1-3）を挙げた上で（説1-3）が正しいとし、白柳秀湖は（説1-1）が正しいと主張、内田旭は（説1）を全て否定した。
渡辺 (2012, p. 21)は、特に女性の利用が多かったかを解明することは宿帳などが残っていない状況からして困難だが、抜け参りの人々が本坂通を多く利用したことは間違いない、とし、事例として文政13年（1830年）にお蔭参りが流行した際に、本坂通が多く利用され、後に「気賀関所との関係で」問題になった、としている。同書では、東海道の本道の今切関所に対して「畏怖の念」を示す意味で、脇道の本坂通を利用したのだろう、としている。

#### 説1-1 新居関所の取調べ忌避説
浅井 (2001, pp. 100–101)は、徳川家康は、江戸への武器流入や諸大名に対する「人質」として江戸に住まわせた大名の妻たちの脱走を防ぐ為に関所を設置したと言われ、「入鉄砲出女」の取り締まりは厳しく、東海道の今切関所は、特に女性に対して取り調べが厳しいことで有名だった、としている。渡辺 (2000, p. 47)は、これに加えて、今切関所では江戸へ向かう「入り女」に対しても所定の女手形を必要とした点を指摘し、小杉 (1997, p. 173)は、関所破りは極刑という掟があったことを指摘している。
内藤 (1972, p. 134)は、新居の関所には「改め婆」と呼ばれる、局部を視認して性別を改めるという風評もあり、女性の旅行者には敬遠されたのかもしれない、としながらも、旅人監視の厳しさでは、姫街道にも気賀関があり、本街道の新居関と差異はなかったのではないか、としている。大山敷太郎は、女性が今切関所を避けて本坂通を通行したものの、気賀関所の検閲も厳重だったとしたとされ、渡辺 (2012, p. 20)は大山の説を概ね支持するが、女性が東海道の本道を避けた理由は多様だった、としている。
小杉 (1997, pp. 171–172)は、新井の裏関所である気賀関所の取り調べも厳しかったという反論があることに言及し、浜松市役所 (1971, p. 180)は、気賀関所の取り締まりは今切関所と何も変らなかった、としている。
小杉 (1997, p. 172-175)は、もともと気賀関所の取調べは厳重であったが、江戸時代後期になると、幹線道路以外では関所の取調べがかなり緩やかになっており、関所手形を取得しにくい女性が通行する際に、関所破りをする例があったことを指摘している。例として、前出の清河八郎『西遊草』では、関所手形を持たない母と同道したために関所破りを繰り返しており、新潟県・長野県境にある関川の番所では最寄の宿に一泊した後、夜明け前に宿屋の手引きで関所破りをし、善光寺から名古屋へ行く際には福島関所がある中山道を避けて伊那街道を迂回して同街道を女性の取締りが緩やかな「女人道」と表現、飯田から中山道の木曾妻籠に出るときには清内路道の脇道である市之瀬番所を「女性を通さない関所だから」として関所の脇道を通過し、東海道では新居関所を避けて「御姫様海道」を来たものの、気賀にも関所があり「女中も容易に通さない」と聞いて、三ヶ日から舟を雇い、夜中に舟に乗って呉松へ渡る関所破りをしていた。他にも夜中に浜名湖を個人が舟で渡り、気賀の関所を破っている例がある。
白柳秀湖は、気賀関所には「犬潜り道」があり、検閲に手心が加えられていた、としている。

#### 説1-2 新居‐舞浜間渡海忌避説
内藤 (1972, p. 134)は、道程でいえば姫街道は本街道よりも20キロメートルも長くなり、本坂峠の急峻な坂道や静岡側の気賀までの間にある低い丘をいくつも越えなければならず、加えて山道には追いはぎや強盗が出没する不安もあったため、船渡しがあっても路面が平坦な本街道のほうが通行しやすく、道中の不安も少なかったのではないか、としている。
- 内山真龍の『遠江国風土記伝』[54]は「嶺頭少しく平なり、駕を休むる所、嶺頭に人家なく、駅路の人馬寒暑に苦しむ」として本坂越えの苛酷さを記し、新居関所の関守をしていた富永政愈の『今切御関所由来』では「本坂越は道狭く坂けわしくて箱根、笛吹峠より難く、恰も蜀難の地の如し、一度往く者は二度越えんことを思わず」と記されている[55]。

浜松市役所 (1971, p. 180)は、今切渡船については「鳶も舞坂、天気（日和）も静か、名のみ荒井の 舟渡し」という諺があるほど普段は穏やかだったので、女性・子供でも特に不安はなかったはずだ、とし、小杉 (1997, pp. 171–172)もこの反論に言及している。
気賀関所 (2016a)は、宝永4年（1707年）の地震の後、浜名湖南岸を迂回するため本坂越の通行量が増加、幕府は宝永7年（1710年）に大名の本坂越を禁止したが、公家の奥方や姫君・女中衆はこの街道を使用し続けたことから、本坂道は「姫様道」「姫街道」と呼ばれた、としている。
小杉 (1997, pp. 174–175)では、(説4)および(説1-1)を幕末に「女人道」や「女街道」の呼び名が生まれた由来としながらも、特に「姫街道」「姫様街道」のように呼ばれた理由としては、関所手形を持っているため関所を忌避する必要のない身分の高い女性が本坂道を利用した理由があったはずだとし、『本坂道宿村大概帳』の中で「京都から姫や宮方が江戸に行く時は気賀や三ヶ日、嵩山などの宿場で人馬が不足するから、加助郷の触書を出さなくてはならない」として特に「姫や宮方」が本坂道を通ることを強調していることを指摘し、その理由は渡海を忌避したことにあったのではないか、としている。同書はその例として、文政元年（1818年）の菅沼斐雄『袖くらべ』の中に、「香川景樹が舟を嫌うから荒井の渡しを避けて本街道より5里も遠回りになるけれど本坂越という山道を行く」旨の記載があることや、『東海道名所図会』の御油の項で本坂越が「荒井今切の海上を渡らずして陸路を行」く路と紹介されていることを挙げ、前出の清河八郎『西遊草』の記述もあり、渡海への不安に比べて、本坂越はさほど困難な峠道ではなかった、としている。

#### 説1-3 「今切」呼称忌避説
内藤 (1972, pp. 134–135)は、「今切」の語が縁起が悪いという話は、若い女性の旅行者には多少影響があったのかもしれないが、もともと若い女性の通行量は絶対数が少なく、数の割にはという印象から、冗談ぽく「姫街道」のあだ名が生まれたのかもしれない、としている。
浜松市役所 (1971, p. 180)は、強いていえばこの説が最も当を得ているのではないか、としている。
小杉 (1997, pp. 171–172)は、近世になって急に忌むようになったというのはおかしい、との反論がある、としている。

#### 説2 「鄙（ひね）街道」転訛説
内藤 (1972, p. 135)は、東海道の表街道を「新しい」街道として、これに対応する「古い」街道を「ひね街道」と呼ぶのであれば、気賀から森町、掛川に至る山手寄りのかつての「二見の道」の古道筋を呼んだはずだが、湖北以外の遠州地方には「ひね街道」という呼び方が全く残っていないため、湖北だけに古道筋を「ひね」と呼ぶ呼び方が残ったとするのはおかしい、としている。
小杉 (1997, pp. 171–172)は、「姫」のイメージと「古い」というイメージが大きく異なり、また「姫様街道」のような呼称も見られることから、「ひね」からの転訛ではないだろう、としている。
大林 (2003, p. 104)は、『豊橋市史』が（説2）をとっていることを紹介し、『吾妻鏡』などからは、中世まで、平地にある見通しのよい平坦な道は危険度が高いと考えられており、山沿いや山の中を選んで通っていたことが伺われることから、近世以降、平坦な道が選ばれるようになり、街道の概念が変化したときに、古い道、「ひね街道」とされたのではないか、としている。
渡辺 (2012, p. 21)は、17世紀を通じて、東海道の本道に「主要な大通行」が移っていき、本坂通の通行量が減って「鄙びた街道」となり、「鄙街道」と呼ばれていたのが「姫街道」に転訛したとする説もあるが、考えすぎだろう、としている。

#### 説3 「男・大」街道との対比での「女・小」街道説
内藤 (1972, p. 135)は、（説3）は明快で筋の通った説明だが、その割には江戸時代の道中記には全く現れないため、地域的な通称が一般化したものではないか、としている。
小杉 (1997, pp. 171–172)は、男と女、剛と柔の発想が最も妥当かもしれない、とし、小杉 (1997, pp. 174–175)では、(説1-1）との関連から、幕末には幕府の権威が衰えて支配力は弱まったが、主要な関所の機能は存続していたため、特に手形がなければ関所を通過できない女性が、関所を避けたり、抜けたりできそうな脇道を選ぶことが多くなり、関所を通らずに済む脇道を「女人道」や「女街道」と呼ぶようになったのだろう、としている。
なお、「姫街道」という名前で呼ばれる道は各地にあり、中山道の碓氷峠の関所を避ける下仁田道（下仁田街道）は「姫街道」「女街道」、長野県松本市と新潟県糸魚川市を結ぶ千国道（千国街道）は「姫街道」、岐阜県の東海道の付属の街道である美濃道も「姫街道」と呼ばれていた、とされている。また宮川 (2012, p. 92)は、愛知県一宮市起にも、近代に尾西地域の織物工場で働く女性たちが通ったことから「姫街道」と呼ばれている小さな道があったらしい、としている。

#### 説4 女性にちなむ伝説由来説
内田旭は、古代から女性に関係する街道だったことを理由に挙げている。

## 江戸時代の経路と宿駅

### 経路

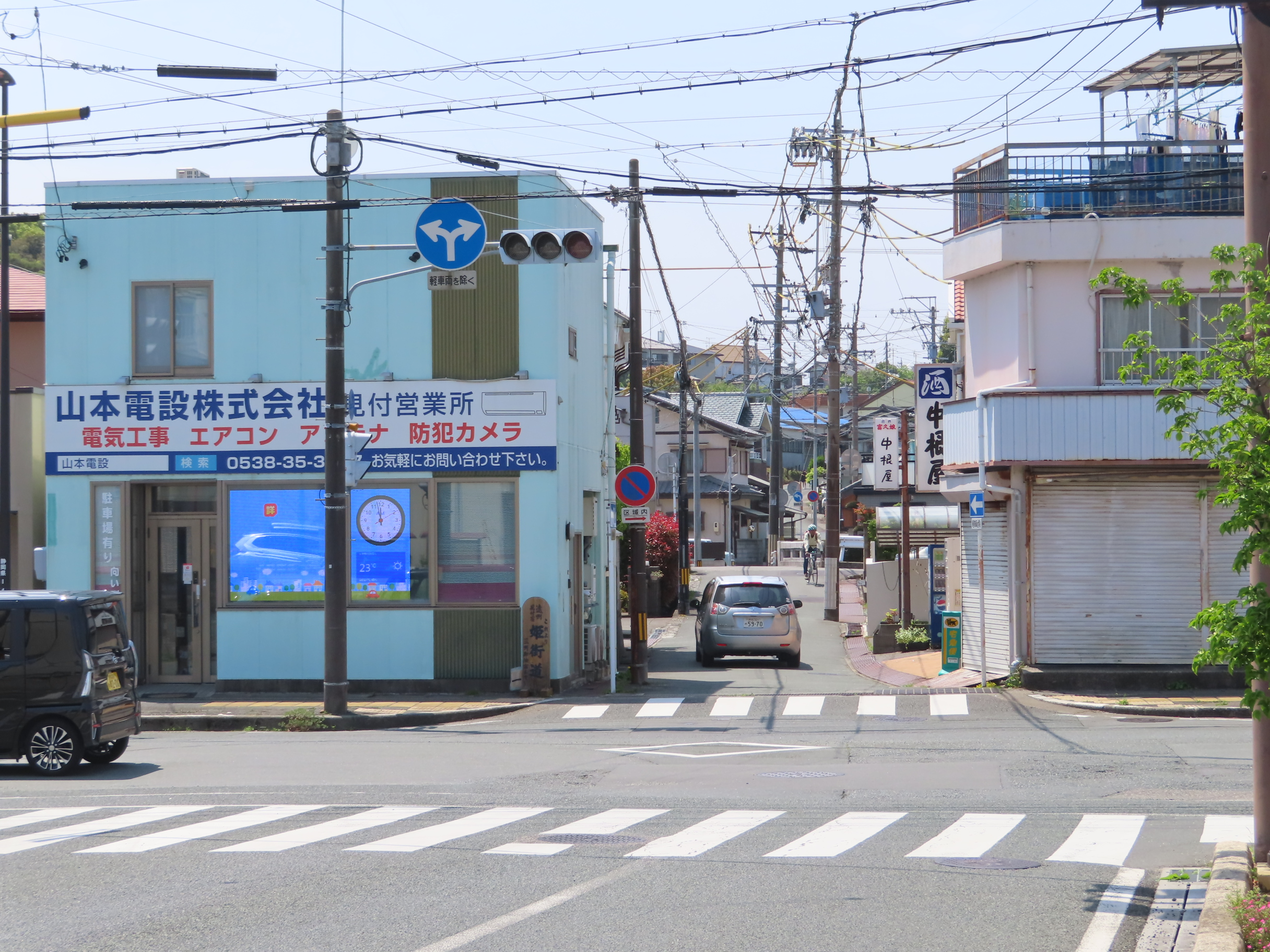
本坂通（姫街道）の分岐点とされる磐田市見付。信号機の直下に姫街道であることを示す看板が設けられている。2022年4月。

姫街道には、静岡県側に3つ、愛知県側に2つのルートがあったとされる。
静岡県側のルートは、
1. 東海道の安間新田にあった一里塚（安間の一里塚）を起点として、市野を通り、気賀に至るルート
2. 浜松城大手門前の高札から西北に進み、三方原追分で第1のルートと合流するルート
3. 見付宿から西へ向かい、池田の渡しで天竜川を渡り、富田村（浜松市中央区白鳥町）から下石田村に出て市野へ向かうルート（池田近道）

の3つで、第1のルートは江戸時代初期から幕府の正式な街道として認められ、『東海道巡覧』や『東海道名所図会』にもこのルートが記されている（表1参照）。明和元年（1764年）に幕府の道中奉行の支配となってからは、第2のルートが正式な本坂道となった。
愛知県側のルートは、
1. 嵩山から真西の御油へ向かうルート
2. 嵩山から吉田（豊橋）に出るルート

の2つがあった。
| 宿場             | 距離          | 備考                 |
| 御油             |               | 御油の「かけま」から |
| 嵩山             | 御油より4里   | 渡船あり             |
| 三ヶ日           | 嵩山より2.5里 | 山路                 |
| 気賀             | 三ヶ日より3里 | 関所あり             |
| 茅場（かやんば） | 気賀より4里   | 本街道、浜松より1里  |
| 全行程           | 13.5里        |                      |

出典：秋里 (1910, p. 45)、浅井 (1948, pp. 99–100)および小杉 (1997, p. 176)により作成。
見付から御油に至るルートは、見付から池田の渡しで天竜川を渡り、市野宿、気賀宿、三ヶ日宿を経由して、本坂峠を越え、嵩山（すせ）宿を経由して、当古の渡しで豊川を渡り、御油（ごゆ）宿で東海道に合流する。静岡県側では細江町から三ヶ日町にかけて引佐峠を含む低い丘を5-6つ越え、本坂山の急な坂道を越えていく起伏のあるルートだった。
道程は、御油から見付までが15里14町（約63キロメートル）、安間の一里塚から御油までは13.5里（約54キロメートル）あった。東海道の本道よりも約20キロメートル長かった。
旧姫街道の道幅は9尺（2メートル強）で、坂道の石畳や松並木も全線に渡って整備されたわけではなく、もともと交通量の少ない補助道路だったため、旅人の監視は本街道並みに厳格でも、設備は大分簡略化されていた。
また山・坂・峠越えが多い街道だったため、物資の輸送には不向きであり、愛知県側では江戸時代後期には本坂通よりも吉田から船で豊川を遡上して一鍬田村（新城市）で荷揚げし、宇利峠を越えて三ヶ日宿まで運ぶルートが多く利用され、また静岡県側では、関所の取締りにより原則船運が禁止されていた浜名湖で、これに違反する船運が活発に行なわれていた、とされている。

### 経路図
江戸時代の姫街道の経路を描いた絵図はいくつかあり、下記に挙げた絵図のほか、「本坂街道絵図」や東海道の種々の道中絵巻にも描かれている。

#### 本坂通分間延絵図
江戸幕府の道中奉行所が寛政年間に製作し、文化3年（1806年）に完成した1,800分の1の縮尺図「五街道其外分間見取延絵図」のうちの「本坂道分間延絵図（控）」には、浜松から御油に至るルートが詳細に描かれている、とされているが、1997年当時、逓信博物館が所蔵しているものの非公開で、公刊されていないため閲覧できないとされており、2010年当時は郵政資料館のみに現存している、とされている。
2011年10月に豊橋市二川宿本陣資料館で開催された「歴史の道 姫街道展」では本図の写真が展示された。

#### 本坂道三方原回路図
豊橋市美術博物館所蔵の「本坂道三方原回路図」は、江戸後期の手書き彩色の絵図で、吉田（豊橋）から長楽へ出て、本坂峠へ向かうルートが描かれている。

#### 本坂道絵図
細江町の個人所蔵の「本坂道絵図」には、静岡県側の一里塚や寺社、本陣などが描かれている。

### 宿場町
|        |    | 宿場・関所 | 江戸期の行政区分 | 江戸期の行政区分 | 現在の自治体 | 現在の自治体 | 現在の自治体 | 過去の自治体   | 特記事項                                                                  |
| 令制国 | 郡 | 宿場・関所 | 都道府県         | 市町村           | 市町村       |              |              | 過去の自治体   | 特記事項                                                                  |
| ------ | -- | ---------- | ---------------- | ---------------- | ------------ | ------------ | ------------ | -------------- | ------------------------------------------------------------------------- |
| 1      | 1  | 見附宿     | 遠江国           | 磐田郡           | 静岡県       | 磐田市       | 磐田市       | 磐田郡見付町   | 東海道の宿場町。 天竜川を越え南下し安間の一里塚にて東海道に接続。         |
| 2      |    | 市野宿     | 遠江国           | 長上郡           | 静岡県       | 浜松市       | 中央区       | 長上郡市野町   | 本坂通の4宿（市野・気賀・三ヶ日・嵩山）の一つ。                           |
|        | 2  | 浜松宿     | 遠江国           | 敷知郡           | 静岡県       | 浜松市       | 中央区       | 旧浜松市       | 市野の廃絶後、見附から浜松 - 追分 - 気賀の浜松道の利用。                  |
| 3      | 3  | 気賀関所   | 遠江国           | 引佐郡           | 静岡県       | 浜松市       | 浜名区       | 引佐郡細江町   | 本坂通の関所                                                              |
| 3      | 3  | 気賀宿     | 遠江国           | 引佐郡           | 静岡県       | 浜松市       | 浜名区       | 引佐郡細江町   |                                                                           |
| 4      | 4  | 三ケ日宿   | 遠江国           | 引佐郡           | 静岡県       | 浜松市       | 浜名区       | 引佐郡三ヶ日町 | 本坂関所跡、本坂一里塚、本坂峠を越え、嵩山宿に至る。                      |
| 5      | 5  | 嵩山宿     | 三河国           | 八名郡           | 愛知県       | 豊川市       | 豊川市       | 八名郡嵩山村   | 和田にて南下し吉田宿にて東海道に接続。 豊川を越え御油宿にて東海道に接続。 |
| 6      | 6  | 御油宿     | 三河国           | 宝飯郡           | 愛知県       | 豊川市       | 豊川市       | 宝飯郡御油町   | 東海道の宿場町。                                                          |

### 本坂通宿村大概帳
「本坂通宿村大概帳」は、天保から安政年代（1830-50年代）にかけて、江戸幕府の道中奉行所が5街道やその脇道の各宿駅と街道筋の村落の状況を調査してまとめた「宿村大概帳」のうち、本坂通の状況についてまとめた資料で、道中奉行所によって使用されたとみられており、近世史研究の貴重な資料となっている。

### 一里塚

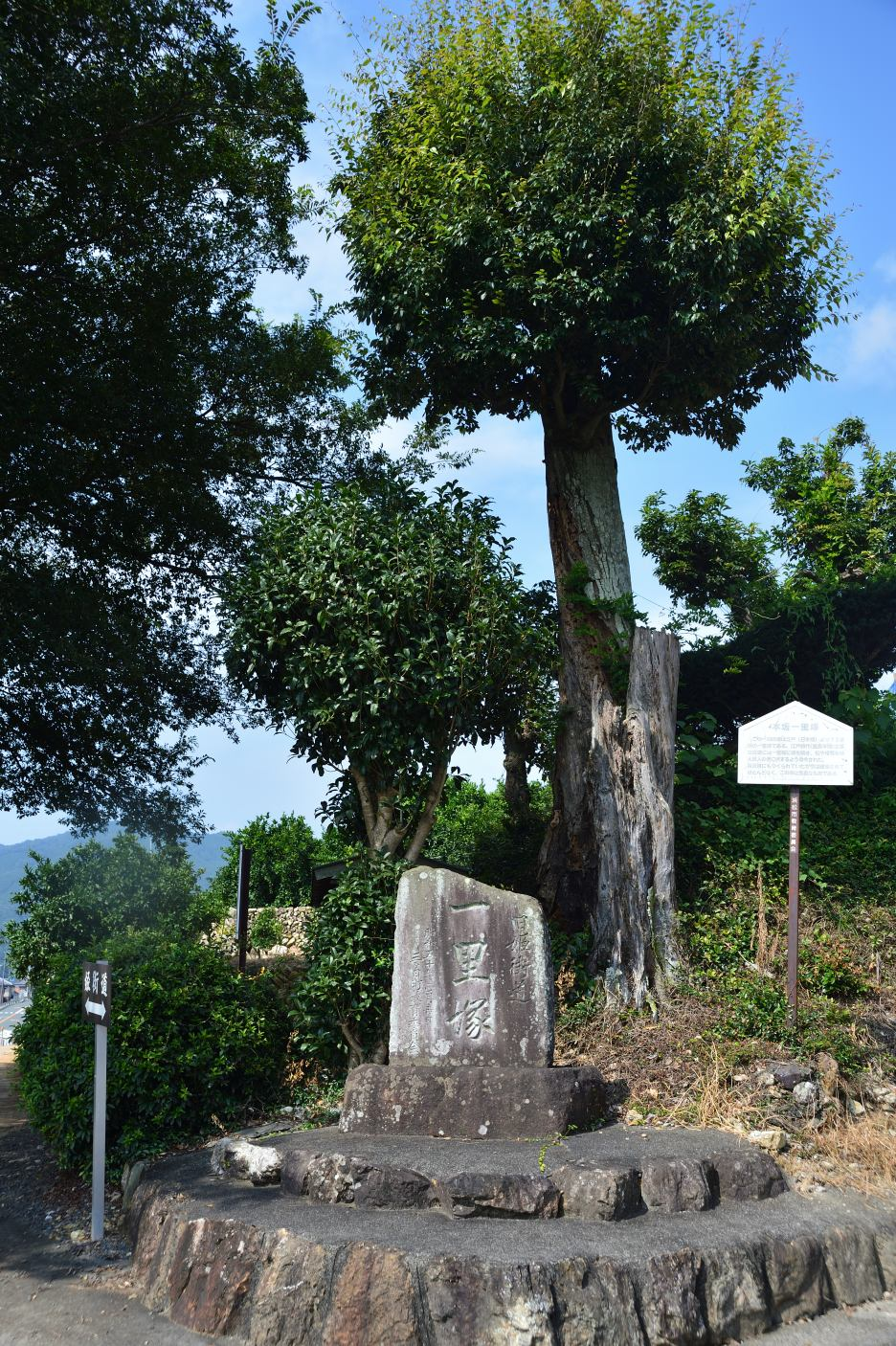
三ヶ日・本坂に残る一里塚

一里塚は、1里ごとに道の両側に塚を築き、榎を植えて旅人の便に供したものだったが、1971年現在、浜松宿の近郷で往時の姿をとどめているのは三方ヶ原追分に近い道側に1基が残っているのみ、とされている。姫街道の一里塚は表3の通り。
| 名称   | 日本橋よりの距離 | 北                       | 南               |
| 小池   | 65里             | 小池一里山1952           | 一里山135        |
| 追分   | 66里             | 三方原築山現存           | 追分円塚現存     |
| 東大山 | 67里             | 三方原大窪現存           | 和地村東大山現存 |
| 老ヶ谷 | 68里             | 中川村新谷               | 気賀町老ヶ谷     |
| 葭本西 | 69里             | 下気賀9355               | 気賀山田         |
| 大谷   | 70里             | 東浜名村東山768          | 都筑北東20丁     |
| 三ヶ日 | 71里             | 西浜名村避病舎北         | 西浜名村避病舎   |
| 本坂   | 72里             | 西浜名村本坂323          | 新旧道路の中間   |
| 嵩山   | 73里             | 豊橋市嵩山町字浅間下80-1 |                  |
| 長楽   | 74里             |                          |                  |
| 三橋   | 75里             |                          |                  |
| 諏訪   | 76里             |                          |                  |

出典：小池‐本坂は浜松市役所 (1971, p. 184)の「西遠地方一里塚表（『静岡県史蹟名勝天然記念物調査報告』による）」、嵩山‐御油は気賀関所 (2016a)および小杉 (1997, p. 182)による。

## 構成路線名
2003年現在、姫街道（旧姫街道）は、各地で都市化が進み、道路拡張などにより寸断されるなどしているが、地元住民の努力によって復元されている箇所もあり、特に浜松市西北部の細江町・三ヶ日町では昔の街道の面影が残っている、とされている。
- 磐田市道見附312号線など － 見附宿から池田の渡しまで
- 静岡県道261号線 － 池田の渡しから市野宿、三方原追分[88]を経て、気賀宿まで
- 静岡県道314号線 － 安間の一里塚[89]から市野宿まで
- 国道257号線 － 浜松宿[90]から三方原追分まで
- 愛知県道5号線 － 御油宿から豊川の西岸まで
- 国道362号線 － 豊川の西岸から嵩山宿、本坂トンネル、三ケ日宿を経て、気賀宿まで
- 不明 ‐ 東海道吉田宿から北上して御油宿と嵩山宿の間にある長楽一里塚の東側[91]まで[6]。現在の愛知県道81号線付近とみられる。

## 史跡

### 遺跡
本坂峠を越える経路自体は、縄文時代から存在していた。街道近くの静岡県三ケ日町の石灰採石場では、発見当初は新人段階の化石人骨（三ヶ日人）とされた人骨（後に、新人ではなくそれより新しい縄文人と修正された）が見つかっており、縄文遺跡や弥生遺跡が数多く存在している。

### 欠間・分岐点の碑
御油（豊川市国府）の東海道と姫街道の分岐点には、2003年現在、常夜灯が建てられているとされており、1972年当時、古い石碑が立てられていたとされている。

### 鷺坂上の芭蕉句碑
1972年当時、御油から程近く、西明寺の入口近くの姫街道の、かつて「鷺坂」と呼ばれた坂の上には芭蕉の句碑が立っていた。

### 月ヶ谷城跡
月ヶ谷城（わちがやじょう） : 西郷局（愛）を出した三河西郷氏が戦国時代にこの街道を支配するため築城。江戸時代には既に城ではない。愛知県豊橋市嵩山町字山軍場。

### 嵩山一里塚
嵩山一里塚は、道の両側に残っており、どちらも直径10m、高さ2mほどでほぼ円形をしている。2011年当時、豊橋市文化財の指定を目指していたとされ、2012年に西側の塚が豊橋市の史跡に指定された。

### 嵩山蛇穴
嵩山蛇穴は、嵩山から本坂峠への登り口近くにある深さ50メートルほどの鍾乳洞で、縄文前期の洞窟住居跡だったとされている。国の指定史跡となっている。

### 鏡岩
本坂峠の東側には、大きな磨いたような岩が垂直に立っていて、鏡岩（石）と呼ばれており、その下には、椿の原生林が続いている。

### 本坂一里塚
現存する貴重な一里塚として、1992年（平成4年）に浜松市の指定文化財となった。2003年現在、三ヶ日から本坂峠に至る区間は三ヶ日町内で最も保存状態がよく、本坂一里塚は当時の様子をよく残している、とされている。

### 姫岩

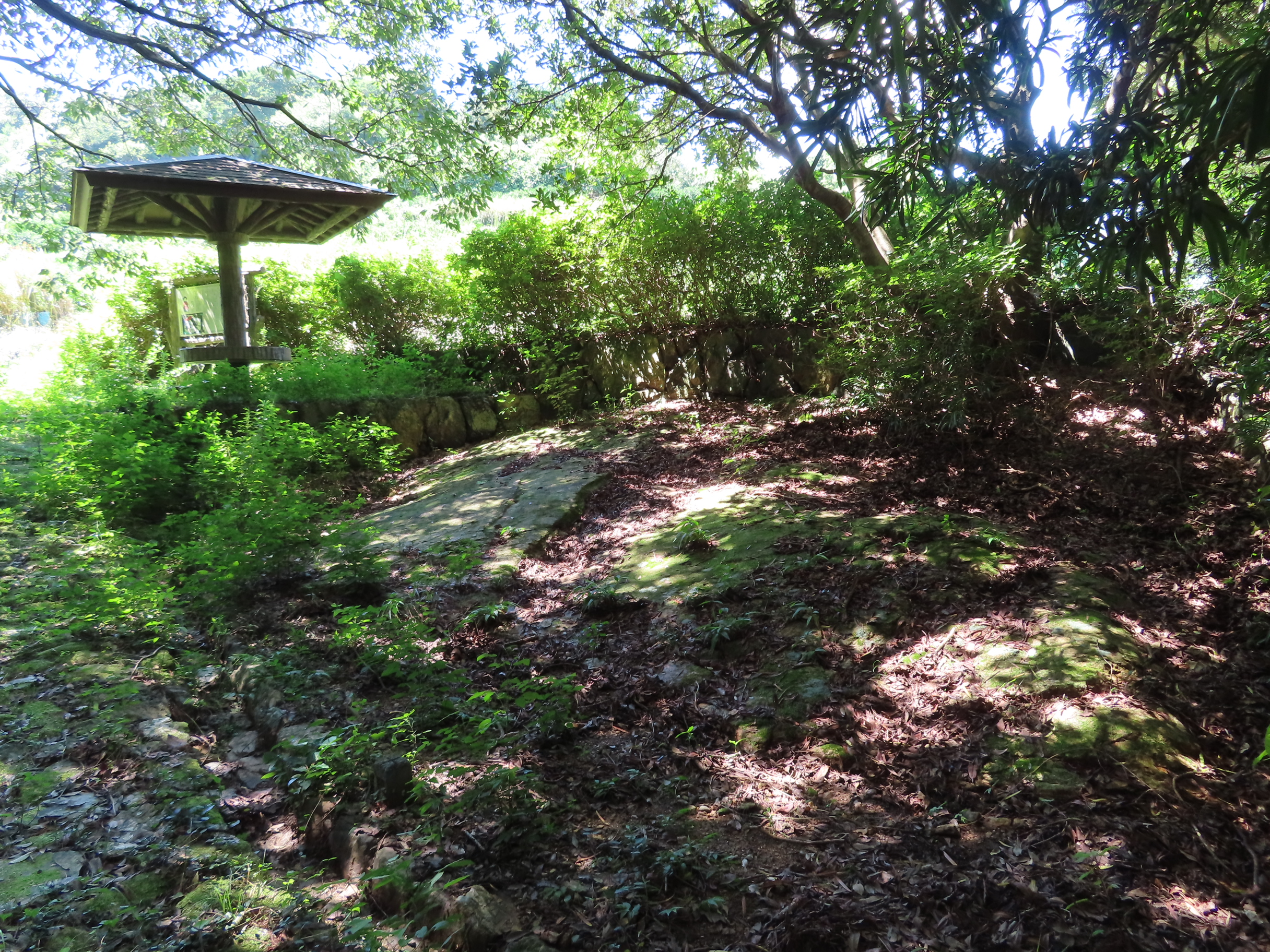
姫岩（2022年8月）。木々に覆われているため、現在は浜名湖の景色を見ることができない。

旧姫街道の静岡県側から引佐峠へ登る途中に、「そこから見る浜名湖の景色が最も美しい」といわれている畳1畳ほどの平たい岩（石）があり、「姫岩（石）」と呼ばれている。
江戸時代、姫岩近くには茶屋が作られていて「平石御休憩所」と呼ばれており、大名行列が通行するときには近藤家の家臣が出向いて湯茶の接待をしたといわれている。水は2キロメートル南にあった「殿様井戸」から汲んできていたとされ、1997年当時は「姫様井戸」と呼ばれていた。
1972年当時、姫岩や竈跡は、灌木に埋まり、探さなくては見つからない状態になっていたとされていたが、1997年当時には、石の横に休憩所が設けられており、休憩所の前後には石畳が敷かれている、とされている。

### ダイダラボッチの池と薬師堂
小引佐峠を東から西に越えたところの岩根集落にダイダラボッチの足跡だといわれている「ダイダラボッチの池」と天保6年（1835年）に再建された薬師堂がある。薬師堂は小引佐峠を越えてきた旅人の休憩所として使用されていた。

### 姫街道の松並木

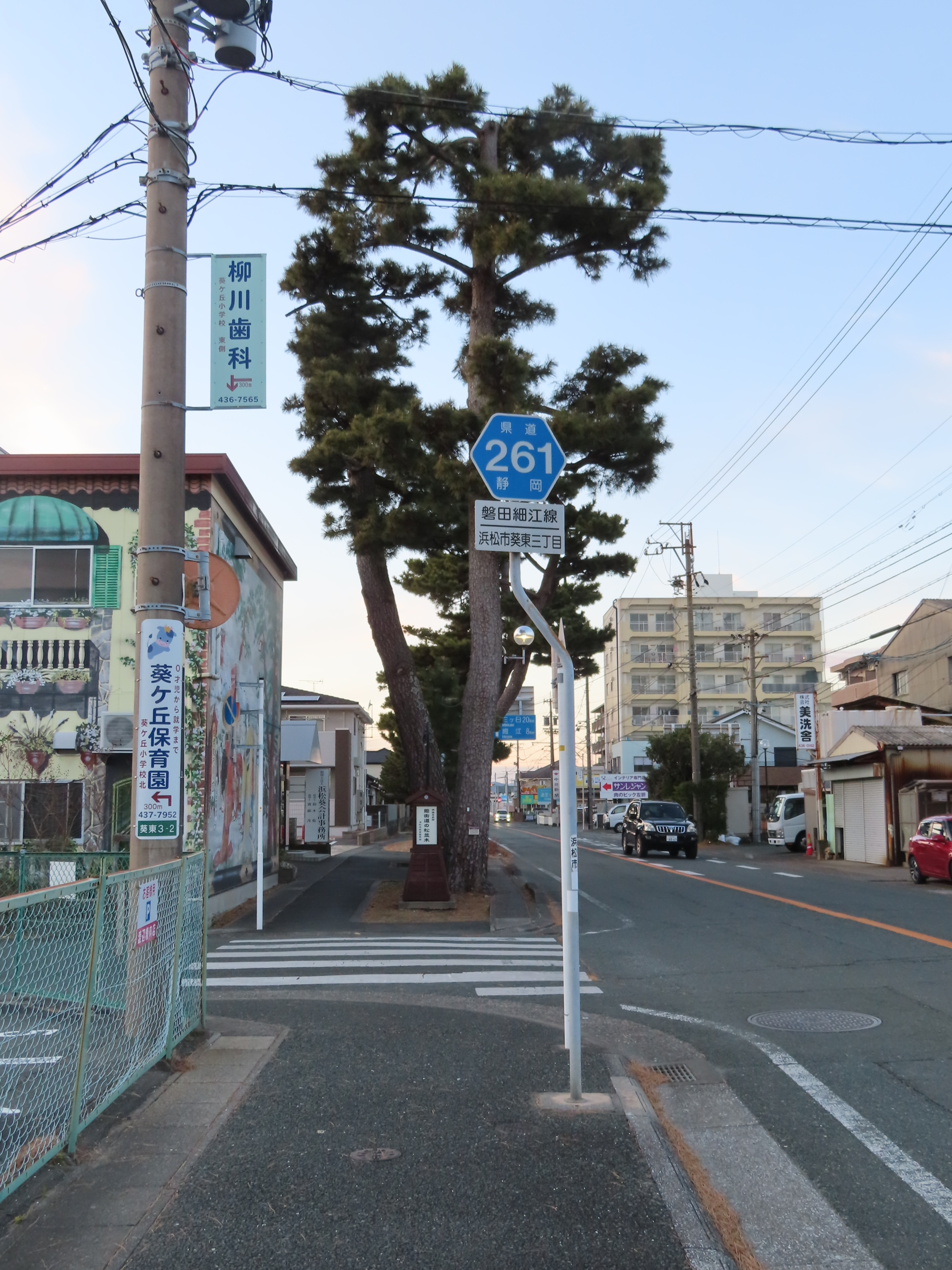
浜松市中央区葵東にて。ここから中央区大山町まで松並木が見られる。

1959年に、浜松市中央区葵東の三方原追分（元追分）交差点から中央区大山町までの約4キロにわたる松並木は同市の指定史跡となった。
1950年代-1960年代には300本以上の松が残っていたが、松くい虫の被害などで年々4,5本ずつ減少したとされ、2014年には240本余り、2015年には206本が残っている。
2008年に浜松市は保存管理計画を策定し、将来的な補植や代替のためにはままつフラワーパークで苗木を育成、2015年に市立葵西小で配布するなどしている。